# Stretto di Kaigani
Lo stretto di Kaigani (Kaigani Strait) è un canale marino che si trova nell'Arcipelago di Alessandro (Arcipelago Alexander) nell'Alaska sud-orientale (Stati Uniti d'America).

## Dati fisici
Lo stretto, che divide principalmente l'isola di Long (Long Island) dall'isola di Dall (Dall Island), si trova nella foresta Nazionale di Tongass (Tongass National Forest). Amministrativamente fa parte del Census Area di Prince of Wales-Hyder.

### Isole bagnate dallo stretto
Nello stretto sono presenti le seguenti principali isole (da nord a sud):
- Isola di Grand (Grand Island)[4] 54°58′15″N 132°51′48″W - Massima elevazione dell'isola: 35 metri.
- Isola di Aston (Aston Island)[5] 54°56′22″N 132°50′29″W - L'isola è lunga 1,2 chilometri.
- Isole di Channel (Channel Islands)[6] 54°52′49″N 132°49′18″W - Le isole si trovano all'entrata settentrionale degli stretti di Howkan (Howkan Narrows)
- Isole di Datzkoo (Datzkoo Islands)[7] 54°43′35″N 132°41′05″W - Le isole si trovano all'entrata meridionale dello stretto vicine all'isola di Dall (Dall Island).
- Isole di Daykoo (Daykoo Islands)[8] 54°42′01″N 132°41′49″W - Le isole si trovano all'entrata meridionale dello stretto nella baia di McLeod (McLeod Bay) vicine all'isola di Dall (Dall Island).

### Insenature e altre masse d'acqua
Nello stretto sono presenti le seguenti principali insenature (da nord a sud):
- Lato ovest dello stretto (lungo la costa orientale dell'isola di Dall (Dall Island):
  - Insenatura di Rose (Rose Inlet)[9] 54°56′48″N 132°57′05″W - Nella baia si trova la località "Cannery".
  - Baia di Vesta (Vesta Bay)[10] 54°56′08″N 132°54′54″W - Nella baia si trova la località "Cannery".
  - Baia di Grace (Grace Harbor)[11] 54°52′47″N 132°50′53″W
  - Baia di Ham (Ham Cove)[12] 54°52′47″N 132°50′53″W - La baia, lunga 1,3 chilometri, contiene l'isola di Crow (Crow island) e segna l'inizio a nord degli stretti di Howkan (Howkan narrows).
  - Baia di American (American Bay)[13] 54°50′48″N 132°49′14″W - La baia è lunga 2,9 chilometri.
  - Baia di Pond (Pond Bay)[14] 54°48′37″N 132°45′49″W
  - Baia di North Kaigani (North Kaigani Harbor)[15] 54°45′39″N 132°43′50″W
  - Baia di South Kaigani (South Kaigani Harbor)[16] 54°45′27″N 132°44′20″W
  - Baia di Datzkoo (Datzkoo Harbor)[17] 54°44′38″N 132°44′43″W
  - Baia di McLeod (McLeod Bay)[18] 54°41′40″N 132°42′36″W - La baia contiene le isole Daykoo (Daykoo Islands) e a nord la baia di Little Daykoo (Little Daykoo Harbor); si trova inoltre all'estremo sud dell'isola Dall di fronte allo stretto di Dixon (Dixon Entrance).

- Lato est dello stretto (lungo la costa orientale dell'isola di Long (Long Island):
  - Baia di Shoe (Shoe Inlet)[19] 54°55′11″N 132°48′13″W - La baia si trova di fronte ad un gruppo di isole la maggiore delle quali si chiama Grand Island. All'interno della baia si trova la baia di Touchit (Touchit Cove).
  - Baia di Mission (Mission Cove)[20] 54°52′23″N 132°48′07″W - La baia si trova di fronte alle isole Channel (Channel Islands) e segna l'inizio settentrionale degli stretti di Howkan (Howkan Narrows). La baia è anche sede del villaggio (non abitato permanentemente) di Howkan.
  - Baia di Bolles (Bolles Inlet)[21] 54°50′58″N 132°44′46″W

### Promontori
Nello stretto sono presenti i seguenti promontori (da nord a sud):
Lato orientale sull'isola di Long (Long Island):
- Promontorio di Kaigani (Kaigani Point) 54°45′18″N 132°39′12″W - Il promontorio individua la parte più meridionale dello stretto.

Lato occidentale sull'isola di Dall (Dall Island):
- Promontorio di Rose (Rose Point)[22] 54°58′08″N 132°56′40″W - Si trova all'entrata nord dell'insenatura di Rose (Rose Inlet), di fronte all'isola di Grand (Grand Island) e segna anche l'entrata nord dello stretto di Kaigani; ha una elevazione di 3 metri.
- Promontorio di Vesta (Vesta Point)[23] 54°56′23″N 132°54′27″W - Si trova all'entrata nord della baia di Vesta (Vesta Bay).
- Promontorio di Luke (Luke Point)[24] 54°55′45″N 132°53′57″W - Si trova all'entrata sud della baia di Vesta (Vesta Bay) ed ha una elevazione di 6 metri.
- Promontorio di Keg (Keg Point)[25] 54°53′41″N 132°51′29″W - Si trova all'entrata nord degli stretti di Howkan (Howkan narrows) di fronte alla parte settentrionale della Long Island ed ha una elevazione di 7 metri.
- Promontorio di Dix (Dix Point)[26] 54°51′21″N 132°48′54″W - Si trova all'entrata nord della baia di American (American Bay) ed ha una elevazione di 11 metri.
- Promontorio di North (North Point) 54°48′51″N 132°45′02″W - Si trova all'entrata nord della baia di Pond (Pond Bay).
- Promontorio di Datzkoo (Datzkoo Point)[27] 54°43′49″N 132°41′59″W - Si trova all'entrata sud della baia di Datzkoo (Datzkoo Harbor) e di fronte all'isola omonima.
- Capo Muzon (Cape Muzon)[28] 54°40′04″N 132°41′20″W - Si trova all'estremo sud dell'isola di Dall ed ha una elevazione di 241 metri.

## Etimologia
Il nome deriva da un nome indiano (Kaigahnee o Kaigan o Kaijani) dei nativi Haida della zona e riportato da A. K. Etokin in un documento pubblico nel 1833.